# Freark Smink
Freark Smink (Sondel, 28 maart 1948) is een Nederlands acteur.
Smink speelde aanvankelijk hoofdzakelijk in Friestalige theaterproducties bij de Fryske Toaniel Stifting Tryater. Daarnaast is hij te zien geweest in een groot aantal televisieproducties, zoals Spijkerhoek, Baantjer, De Brug, Grijpstra & De Gier en Coverstory.

## Televisierollen
- Celblok H - Vincent Holt (2014)
- Spoorloos verdwenen - Meneer Spoelstra (2007)
- Grijpstra & De Gier - Bram van Wezel (2006)
- Keyzer & De Boer Advocaten - Meneer Bosman (2005)
- Baantjer - Rens Schouten (De Cock en de motorclubmoord, 1995)/Leo Koers (De Cock en de moord op het water, 2003)
- Combat - Wolf de Graeff (1998)
- De Tasjesdief - Stiefvader Ronnie
- Flodder 3 - Politieagent
- Coverstory - Tonnie Karper (1995)
- De Legende van de Bokkerijders - Henry le Groit (1994)
- De man met de hoed - Harrie van Onderen (1993)
- Voor een verloren soldaat - Hait (1992)
- Spijkerhoek - Paul Starrenburg (1991)
- De Brug - Rooie Willem (1990)
- Medisch Centrum West - Ben Glastra (1989)
- Sybe Satellyt & Sjef - Jarenlang was Sybe het alter ego van Freark op Omrop Fryslân in deze kinderserie
- Amsterdamned - dokter (1988)
- De Dream - Pieter Jelsma (1985)